# لويس دانيال مارتينيز
لويس دانيال مارتينيز (بالإسبانية: Luis Daniel Martínez Reyes)‏ (11 سبتمبر 1994 بمونتيري في المكسيك - ) هو لاعب كرة قدم مكسيكي في مركز الوسط.

## وصلات خارجية
- لويس دانيال مارتينيز على موقع قاعدة بيانات كرة القدم.إي يو (الإنجليزية)